# Mestre João Vicente
D. João Vicente (também conhecido por Mestre João) (Lisboa, 1380 - Viseu, 30 de Agosto de 1463) foi bispo de Lamego, doutor em Medicina e desempenhou funções como físico-mor do Reino. Foi o primeiro catedrático de Medicina na Universidade de Lisboa, o segundo graduado em Teologia nesta mesma Universidade, além de se ter graduado em Direito na Universidade de Bolonha. Entrou na Ordem Dominicana no Convento de Benfica, em Lisboa.
Deu os primeiros passos, juntamente com Martim Lourenço e D. Afonso Nogueira, para a formação de uma nova comunidade religiosa, objectivo que se cumpriu com fundação da Congregação dos Cónegos Seculares de S. Salvador de Vilar, quando obtiveram o antigo mosteiro de Vilar de Frades, em Barcelos, recebendo como cânones as Constituições dos Cónegos de São Jorge de Alga, em Veneza.
O projecto de constituição da nova ordem reuniu os esforços de João Vicente, Martim Lourenço e Afonso Nogueira que nela começaram a pensar a partir de 1420, principalmente depois de algumas conversas tidas na casa de Lourenço Anes, prior da Igreja de São Julião e onde constatavam a degradação moral e social da sociedade portuguesa e do clero em particular.